# Tachyphyle antimima
Tachyphyle antimima är en fjärilsart som beskrevs av Louis Beethoven Prout 1932. Tachyphyle antimima ingår i släktet Tachyphyle och familjen mätare. Inga underarter finns listade i Catalogue of Life.